# Tonsor
Tonsor war im Römischen Reich die Bezeichnung für einen Frisör. Er war jedoch nicht nur für das Kürzen des Haupthaars zuständig, sondern führte auch Rasuren durch und schnitt die Nägel des Kunden. Die weibliche Berufsbezeichnung hieß tonstrix. Sie arbeiteten in einer tonstrina, einer Barbierstube. Unter den reichen Bürgern des Römischen Reichs war es üblich, dass sich unter deren Sklaven mindestens ein Tonsor befand.
Von tonsura ‚das Scheren, das Abscheren, die Schur‘ leitet sich die Bezeichnung für die typische Kahlrasur der Mönche, die Tonsur, ab.